# Francesca Bertuzzi
Francesca Bertuzzi (Roma, 21 luglio 1981) è una scrittrice italiana.

## Biografia
Nata a Roma, a diciannove anni si trasferisce a Torino dove, dal 2001 al 2003, frequenta il Master della Scuola Holden. Frequenta poi un workshop di Jean-Claude Carrière e, l’anno successivo, il Barbarano CineLab. Si specializza nel montaggio video, che per alcuni anni diventa il suo mestiere e, insieme alle tecniche di sceneggiatura, contribuisce alla definizione del suo stile di scrittura.
Nel 2010 scrive il suo romanzo d'esordio Il carnefice, pubblicato nel 2011 da Newton Compton. Il libro viene ristampato cinque volte in un mese, per un periodo rimane stabilmente nella top ten di narrativa italiana, e si aggiudica il premio “Roberto Rossellini - Letteratura e Cinema”. Viene definito "un mix di Lansdale, Tarantino, Ellroy e Ammaniti". Il secondo romanzo, Il sacrilegio (in origine intitolato La paura), esce nel 2012 ed è ambientato a Torino. Il terzo, La belva, è un thriller ai limiti dell’horror pubblicato nel 2013 e ambientato tra i boschi delle Dolomiti. Il romanzo vince il premio “Lucia Prioreschi” del festival Serravalle Noir.
Scrive diversi racconti per le raccolte della Newton Compton e nel 2013 partecipa con Dente per dente, suo racconto breve, alla raccolta Nessuna più edito da Eliot Edizioni, che riunisce quaranta scrittori contro il femminicidio in un’iniziativa a favore del Telefono rosa.
In concomitanza con il lavoro di scrittrice porta avanti anche la scrittura cinematografica realizzando sceneggiature di film, cortometraggi e web serie. In ambito cinematografico collabora con la sorella sceneggiatrice e regista Valentina Bertuzzi.

## Opere

### Romanzi
- Francesca Bertuzzi, Il carnefice, Newton Compton, 2011, ISBN 978-88-54137-66-0.
- Francesca Bertuzzi, Il sacrilegio, Newton Compton, 2012, ISBN 978-88-54177-10-9.
- Francesca Bertuzzi, La belva, Newton Compton, 2013, ISBN 978-88-54156-47-0.
- Francesca Bertuzzi, Fammi male, Mondadori, 2018, ISBN 9788804687771.

### Racconti
- Dente per dente, in Nessuna più, Eliot, 2013
- Quando da piccolo picchiavo i cani, in Delitti di ferragosto, Newton Compton, 2013
- Finché morte non ci separi, in Delitti di capodanno, Newton Compton, 2014
- L’ape e il fiordaliso, in Delitti in vacanza, Newton Compton, 2016

## Filmografia

### Sceneggiatrice
- Corporate, regia di Valentina Bertuzzi - cortometraggio (2009)
- GhostCam, regia di Valentina Bertuzzi - serie web (2016)

### Story editor
- Caronte, regia di Emanuele Sana - serie web (2017)[19]

## Riconoscimenti

### Letteratura
- Premio “Roberto Rossellini" - Letteratura e cinema
  - 2011
- Regione Abruzzo
  - 2013 - Premio Terra nostra
- Serravalle Noir Festival
  - 2014 - Premio “Lucia Prioreschi”

### Cinema
- Capalbiocinema Internetional - Capalbio
- Feluca d'oro - Amalfi
- SSF Athens Festival-Atene
- Cyborg Internetional Film Festival-Roma
- RioWebFest - Rio de Janeiro